# Pundit
Il termine pundit o pandit (in sanscrito पण्डित, pandita, "studioso") è stato usato nella seconda metà del XIX secolo per indicare i topografi indiani nativi che esplorarono segretamente, per conto dei britannici, le regioni a nord dell'Impero anglo-indiano. Il Pundit era il nome in codice di uno dei primi esploratori nativi, Nain Singh, che in origine era un insegnante. I risultati da lui ottenuti furono così notevoli che l'intero gruppo di esploratori nativi divenne noto come i Pundit.

## Storia

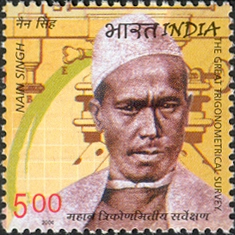
Nain Singh

Uno dei più grandi progetti geografici del XIX secolo fu il Great Trigonometrical Survey dell'India. I britannici erano però interessati ad avere informazioni geografiche anche sulle terre più a nord. Non si trattava solo di curiosità scientifica: l'Impero russo si stava espandendo in Asia centrale e i britannici temevano i tentativi russi di espandersi anche verso l'India. I rilevamenti in alcune regioni sembravano però impossibili, in quanto alcuni paesi di confine, in particolare il Tibet, impedivano l'accesso agli occidentali.
Negli anni 1860, il capitano dell'esercito Thomas George Montgomerie risolse il problema addestrando come topografi i nativi degli Stati indiani di confine, come il Sikkim. Questi avrebbero destato meno sospetti degli occidentali e avrebbero potuto effettuare osservazioni travestiti da commercianti o da lama. 
Il primo apprendista di Montgomerie fu Abdul Hameed (Mahomed-I-Hameed), che si recò a Yarkant nel Turkestan cinese dal Ladakh e attraversò il Karakorum lungo la valle dello Yarkand nell'estate del 1863.
Nel 1866 Nain Singh raggiunse Lhasa e sulla via del ritorno visitò il lago Manasarovar, fino ad allora sconosciuto agli europei. Otto anni dopo Nain Sing attraversò per la seconda volta l'Himalaya, unendosi a una carovana come lama. Riuscì a esplorare tutto il Tibet meridionale, determinò la latitudine geografica in trecento punti, l'altitudine in cinquecento punti e determinò la linea di spartiacque tra il Brahmaputra e il laghi endoreici più a nord.
Kishen Singh, cugino di Nain Singh, per svolgere i propri rilevamenti si spacciò per un mercante.
Kinthup fu il primo a scoprire che il fiume Tsangpo è un affluente del Brahmaputra.
Un elenco di pundit (e di loro precursori) è riportato da Michael Ward nell'Alpine Journal (la voce relativa al 1858 non è corretta: con William Moorcroft, ma nel 1812, c'erano Bir e Deb Singh).

## Metodi
I pundit ricevettero un'ampia formazione in topografia: impararono a usare il sestante, a determinare l'altitudine misurando la temperatura d'ebollizione dell'acqua e a fare osservazioni astronomiche. Ricevettero anche una formazione medica di base. Grazie alle loro esplorazioni riuscirono a riportare dati fondamentali che permisero di mappare con notevole precisione le aree a nord dell'India.
Furono sviluppati diversi stratagemmi per consentire ai pundit di fare le loro osservazioni senza essere scoperti. Furono “addestrati a camminare con precisione a duemila passi al miglio”: per contarli usavano una corona di perline da preghiera (mālā) modificata, che aveva 100 perline al posto delle solite 108. Le ruote della preghiera, invece del mantra buddista Oṃ Maṇi Padme Hūṃ, contenevano rotoli di carta su cui si potevano registrare dati, mentre i termometri per misurare la temperatura dell'acqua erano nascosti nella parte superiore dei bastoni. Il mercurio per impostare l'orizzonte artificiale durante le letture del sestante veniva nascosto in gusci di lumache. Un modo escogitato per annotare le proprie osservazioni era quello di trasformarle in poesie da recitare durante i viaggi.

## In letteratura
L'uso di pundit da parte dei britannici durante il Grande Gioco è ricordato nel romanzo Kim di Rudyard Kipling.